# توبياس كامكيه
توبياس كامكيه (بالألمانية: Tobias Kamke)‏ (ولد في 21 مايو 1986، في لوبيك، ألمانيا). هو لاعب كرة مضرب محترف ألماني سابق. احتل المرتبة 64 عالميًا في الفردي من قبل رابطة محترفي التنس (ATP)، والتي حققها لأول مرة في يناير 2011. في عام 2010، حصل كامكي على جائزة الوافد الجديد للعام من قبل رابطة محترفي التنس بعد خفض تصنيفه الفردي من رقم 254 إلى رقم 67 بحلول نهاية العام بعد أربع نهائيات في جولة ATP Challenger، بعد أن تغلب على اللاعبين الناشئين ميلوس راونيتش وريان هاريسون في اثنتين من النهائيات للحصول على الألقاب، وظهوره في الدور الثالث في بطولة ويمبلدون، وهو أفضل أداء له في مسيرته في إحدى البطولات الكبرى. أعلن كامكي اعتزاله في يوليو 2022 ولعب آخر مباراة احترافية له في بطولة هامبورغ الأوروبية المفتوحة.

## سجل المواجهات المباشرة ضد أفضل 10 لاعبين
سجل مباريات كامكيه ضد اللاعبين المصنّفين في المراكز العشرة الأولى. أخذت القرعة الرئيسية لجولة اتحاد لاعبي التنس المحترفين ومباريات كأس ديفيس فقط بعين الاعتبار. تظهر أسماء اللاعبين الفائزين بهذه الجولات بالخط الغامق.
- جيمس بليك 1–0
- تايلور فريتز 1–0
- خوان مارتن ديل بوترو 1–0
- فابيو فونيني 1–1
- يورجن ميلتسر 1–1
- تومي روبريدو 1–1
- توماس بيرديتش 1–2
- روبرتو باوتيستا أغوت 0–1
- بابلو كارينو 0–1
- ماردي فيش 0–1
- ديفيد جوفان 0–1
- ليتون هيووت 0–1
- تومي هاس 0–1
- دانييل ميدفيديف 0–1
- أندي موراي 0–1
- رافاييل نادال 0–1
- جاك سوك 0–1
- راديك ستيبانيك 0–1
- يانكو تيبساريفيتش 0–1
- ستان فافرينكا 0–1
- ماركوس باجداتيس 0–2
- مارين سيليتش 0–2
- روجر فيدرير 0–2
- ريشارد جاسكيه 0–2
- جون إيسنر 0–2
- ميلوش راونيتش 0–2
- فرناندو فيرداسكو 0–2
- ألكسندر زفيريف (لاعب تنس ولد 1997) 0–2
- نيكولاس ألماغرو 0–3
- دافيد فيرير 0–3
- جو ويلفرد تسونغا 0–3
- خوان موناكو 0–4